# Derek Vinyard
Derek Vinyard es el personaje principal de la película de 1998, American History X, dirigida por  Tony Kaye y escrita por David McKenna, interpretado por Edward Norton. 

## Perfil
Derek Vinyard es un personaje ficticio de la película American History X. Edward Norton es el encargado de darle vida a Derek en la película. Es un hombre con una gran inteligencia que ha sufrido el trauma de perder a su padre a manos de hombres negros. Por ello, adopta una mentalidad neo nazi que le lleva a la cárcel, donde puede reflexionar y se da cuenta de que todo el movimiento es un sinsentido que se sostiene mediante la ira y la rabia de personas que sufrieron traumas similares (en algunos aspectos) al que sufrió él. Es protector con su familia, suele dejarse llevar por impulsos (característica que le acarrea algunos problemas) y se ve a sí mismo como la unidad paterna desde que murió su padre.

## Vida
CONTIENE SPOILERS, revela total o parcialmente la trama del film.

Derek Vinyard es un estudiante de secundaria, un día, mientras cenaba con su familia, tiene una charla con su padre sobre el racismo (su padre esta de acuerdo y trata de meter a Derek en él), debido a un libro que le dio su maestro Sweeney. Un día, Derek se entera de que su padre está muerto, ya que apagaba un incendio y es asesinado por criminales negros del barrio.
Derek se convierte al neo nazismo, con el líder del movimiento, Cameron Alexander, quien utiliza a Derek para expandir el movimiento mediante robos de tiendas y abusos. Una noche Danny, el hermano de Derek, se despierta y escucha ruidos en la calle. Al avisar a Derek, ambos descubren que son unos hombres negros que habían sido humillados por Derek en un partido de baloncesto, robándoles el coche que le regaló su padre. Derek sale armado y mata a dos pandilleros, por lo que termina en la cárcel.
Una vez en prisión, Derek es violado por los neo nazis de la prisión debido a que les había insultado porque no le agradaba que ellos hicieran negocios con mexicanos (lo cual, según Derek, iba en contra de los principios nazis). Derek recibe la ayuda de Sweeney para salir de la cárcel y de Lamont, un reo negro, para salir de ella con vida.
Un Derek ya reformado vuelve a casa y descubre que su hermano Danny ha seguido sus pasos, por lo que trata de alejarlo contándole lo que le sucedió a él. Danny decide salir del movimiento. No obstante, Derek es buscado por los neo nazis, ya que una pandilla de color atacó a Cameron Alexander y a Seth Ryan. Ambos tuvieron una pelea con Derek en público. Derek decide ayudar a la policía a controlar y combatir el movimiento. Sin embargo, al llevar a Danny a la escuela, este entra al baño y se encuentra con una persona negra armada, miembro de la pandilla que atacó a Cameron. La misma mañana en que Derek salió de la cárcel, Danny había evitado que ese mismo chico propinara una paliza a un chico blanco al que acusaba de chivato, lo cual lo enfureció y dejó con ganas de venganza. Danny es disparado y muere. Derek aparece junto con la policía y toma el cuerpo de su hermano entre sus brazos llorando.
- Datos: Q5650795